# Berberis masafuerana
Berberis masafuerana är en berberisväxtart som beskrevs av Carl Skottsberg. Berberis masafuerana ingår i släktet berberisar, och familjen berberisväxter. Inga underarter finns listade i Catalogue of Life.